# 刑房

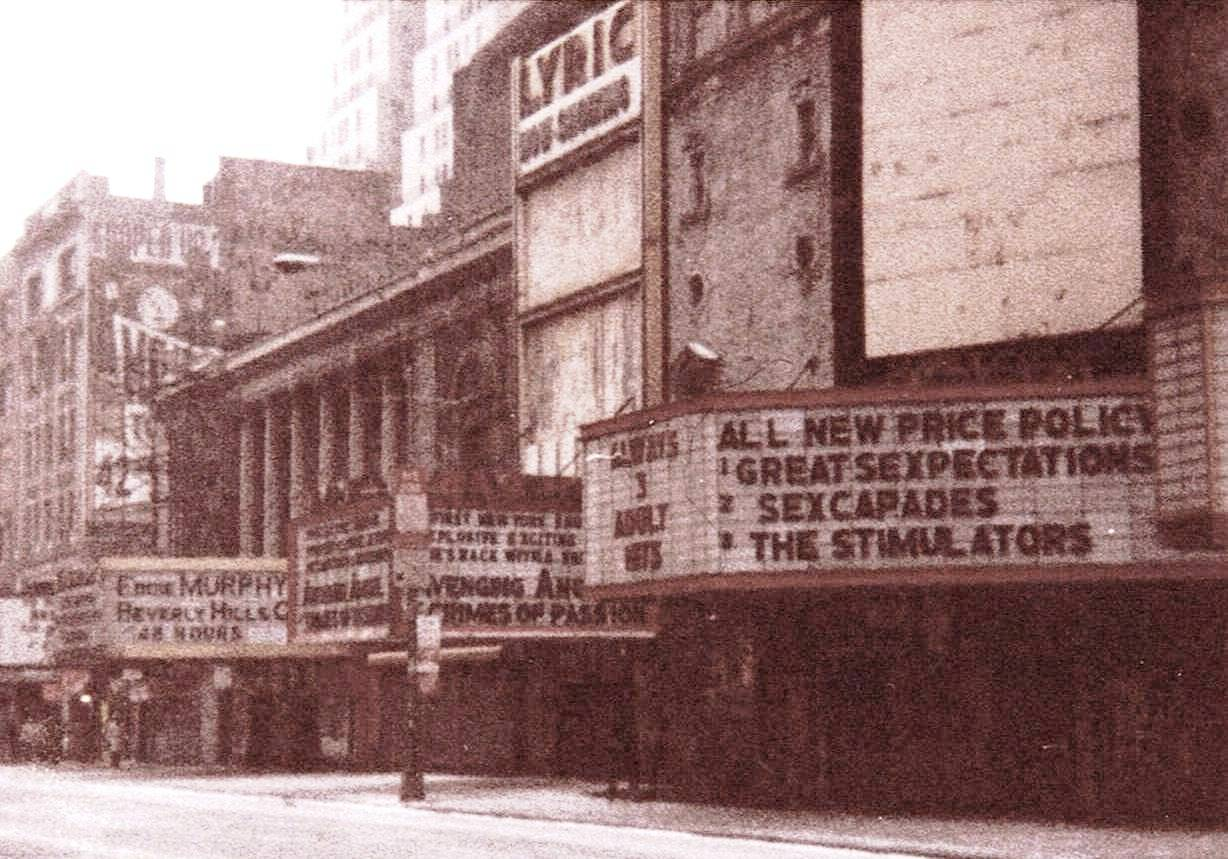
1985年的42街時報廣場

刑房（英語：Grindhouse）是一種在美國會長期放映低成本恐怖以及剝削電影的戲院。該電影策劃能能追溯至1920年代初，「Grindhouse」一詞經常被錯誤地與紐約市42街的都市娛樂等領域搞混，這詞最早來自在紐約會跳色情脫衣舞的戲院。該電影院含有三種標準，分別為「不斷的放映各種電影」、「入場費低」、「放映的都是些低品質的電影」。「Grindhouse」一詞首次於《綜藝》的1923年文章中。

## 外部連結
- Grindhouse Cinema Database （页面存档备份，存于）
- The Grindhouse Schoolhouse: Exploring Classic Adult Cinema
- A review of Grindhouse: The Forbidden World of "Adults Only" Cinema, by Eddie Muller and Daniel Faris.
- Grindhouse.com（页面存档备份，存于）
- . Grindhouse Therapy.   [24 March 2017]. （原始内容存档于2017-07-06）.